# Le Roi lion
Pour les articles homonymes, voir Le Roi lion (homonymie).
Série Liste des Classiques d'animation Disney
Aladdin
(1992) Pocahontas
(1995)
Série Le Roi lion
Le Roi lion 2
(1998)
Pour plus de détails, voir Fiche technique et Distribution.
Le Roi lion (The Lion King) est le 43e long-métrage d'animation et le 32e « Classique d'animation » des studios Disney. Sorti en 1994 et réalisé par Roger Allers et Rob Minkoff, il est inspiré en grande partie du Hamlet de William Shakespeare.
Faisant partie des films d'animations à succès du second âge d'or de Disney, comme pour ses prédécesseurs La Petite Sirène, La Belle et la Bête et Aladdin, Le Roi lion rencontre un énorme succès critique et commercial, devenant numéro un du box-office mondial de l'année 1994. Il est également considéré comme le film d'animation le plus rentable de tous les temps, avant de se faire détrôner par Le Monde de Nemo (2003) et La Reine des neiges (2013), mais resta néanmoins le film d'animation en 2D le plus rentable de tous les temps. En France et en Allemagne, il a été le premier film d'animation Disney à se hisser en tête du box-office depuis Les Aventures de Bernard et Bianca (1977).
Les chansons du film ont été écrites par Tim Rice et composées par Elton John, qui remporte l'oscar de la meilleure chanson originale pour Can You Feel the Love Tonight. Le film reçoit également l'oscar de la meilleure musique de film, grâce aux arrangements de Hans Zimmer. Parmi les acteurs et actrices ayant prêté leur voix aux personnages, on compte James Earl Jones, Jeremy Irons, Whoopi Goldberg, Rowan Atkinson ou encore Jim Cummings.
Deux suites lui seront données : Le Roi lion 2 : L'Honneur de la tribu (1998) et Le Roi lion 3 : Hakuna Matata (2004), sorties directement en vidéo, ainsi que deux séries télévisées dérivées, Timon et Pumbaa (1995-1998) et La Garde du Roi lion (2016-2019), et une comédie musicale Le Roi lion, créée à Broadway en 1997.
25 ans après sa sortie dans les salles, le film est diffusé pour la première fois en clair à la télévision française sur M6 le 15 juillet 2019, alors qu'un remake en animation 3D fait l'objet d'une sortie en salles.

## Synopsis
En Afrique, dans une contrée nommée la Terre des Lions, les lions dirigent le monde animal du haut du Rocher des Lions. Le roi Mufasa et la reine Sarabi, aidés du mandrill Rafiki, chaman et conseiller du roi, présentent leur nouveau-né Simba aux animaux du royaume.
Simba grandit mais reste jeune et turbulent. Son père lui montre la Terre des Lions et les responsabilités qu'impliquent la royauté et « l'histoire de la vie », qui connecte tous les êtres vivants. Scar, le frère de Mufasa, convoite le trône et piège Simba insoucieux et sa meilleure amie Nala en leur indiquant un cimetière des éléphants, terre des hyènes tachetées bannis du royaume. Les deux lionceaux échappent dans un premier temps à la surveillance de Zazu, un calao à bec rouge, majordome du roi, mais sont très vite attaqués par trois hyènes, Shenzi, Banzai et Ed, qui sont de mèche avec Scar. Alerté, Mufasa parvient à intervenir à temps, mais réprimande son fils pour lui avoir désobéi. Toutefois, il lui explique que les grands rois du passé les surveillent dans le ciel étoilé, et qu'un jour, il les rejoindra pour veiller sur son fils. Entre-temps, Scar qui a vu son plan échouer, en prépare un autre avec les hyènes pour piéger à la fois son frère et son neveu.
Un jour, Scar emmène Simba dans une gorge puis ordonne aux hyènes d'y faire débouler en trombe tout un troupeau de gnous. Il informe ensuite Mufasa du danger que court son fils, sachant pertinemment que le roi se dépêchera de le sauver. Mufasa sauve Simba mais manque de tomber périlleusement dans la gorge. Il est alors retenu par Scar qui finit par le trahir en le rejetant dans le vide. Il persuade ensuite Simba que la mort de son père est de sa faute et qu'il doit quitter le royaume et ne jamais revenir. Scar ordonne ensuite aux hyènes de tuer le lionceau, mais Simba parvient à s'enfuir. Scar annonce ensuite à la troupe de lionnes la mort de Mufasa et de Simba et s'autoproclame roi, autorisant la meute de hyènes à pénétrer dans la Terre des Lions.
Perdu et évanoui en plein désert, Simba est secouru par Timon, un suricate, et Pumbaa, un phacochère, d'anciens exilés qui voient en lui un futur allié. Les années passent et Simba grandit ainsi dans la jungle avec ses deux nouveaux amis, menant une vie insouciante guidée par la philosophie Hakuna Matata (« sans aucun souci » en swahili). Au fil du temps, Simba est devenu un lion adulte et fort, mais a toujours en tête la mort tragique de son père. Rafiki, qui sent la présence de Simba par-delà le désert, part à sa recherche. Un jour, Simba sauve Timon et Pumbaa d'une lionne en chasse, qui se révèle être Nala devenue, elle aussi, adulte. Nala et Simba se retrouvent alors et tombent amoureux. Elle le supplie de retourner sur la Terre des Lions, lui annonçant que Scar a laissé entrer les hyènes dans le royaume désormais pillé et détruit. Se sentant toujours coupable de la mort de son père, Simba refuse et s'enfuit. Il rencontre alors Rafiki qui lui révèle que l'esprit de son père est toujours en lui. Simba voit alors le fantôme de Mufasa dans le ciel lui demandant de reprendre le titre qui lui revient de droit. Encouragé par Rafiki, Simba réalise qu'il ne peut plus fuir son passé et décide de retourner sur la Terre des Lions.
Simba retraverse le désert et revient sur ses terres, hélas dévastées. Il est rejoint par Nala, Timon et Pumbaa. Aidé par ses amis qui font diversion, Simba arrive à contourner les hyènes et parvient au Rocher des Lions. Scar y règne en despote, frappant même Sarabi. Simba fait alors face à son oncle et le défie, mais ce dernier rappelle à son neveu son rôle dans la mort de Mufasa. Simba avoue, mais Scar le pousse au bord du rocher, avant de lui révéler que c'est lui qui a assassiné Mufasa. Enragé, Simba arrive à repousser Scar et le force à avouer la vérité à toute la troupe de lionnes, alors qu'un incendie fait rage, déclenché par la foudre. Les hyènes et les lionnes combattent alors, aidées de Rafiki, Timon et Pumbaa, qui délivrent Zazu retenu captif. Alors que Scar tente de s'échapper, il se retrouve acculé et une nouvelle fois face à Simba. Le roi déchu demande pardon et essaye de blâmer les hyènes pour ce qu'il a fait. Simba ne croit pas son oncle, mais épargne sa vie en lui ordonnant toutefois de quitter la Terre des Lions pour toujours. Scar fait alors semblant de se soumettre, puis attaque son neveu, mais Simba parvient à le jeter en contrebas. Scar est finalement attaqué et dévoré par les hyènes qui ont entendu sa trahison.
Quand la pluie finit par tomber et éteint l'incendie, Rafiki demande à Simba de monter sur le rocher et de prendre la place qui est la sienne. Simba s'exécute, monte sur le rocher et rugit, devenant enfin roi de la terre des lions. Les mois passent et la terre est redevenue prospère et fertile. Tous les animaux du royaume sont de retour et réunis pour célébrer la naissance de la princesse Kiara, fille de Simba et de Nala.

## Personnages
- Simba (du swahili signifiant « lion ») : lionceau, fils unique de Mufasa et Sarabi. Il est l'héritier légitime de ces derniers en tant que « roi de la Terre des Lions ». C'est le personnage principal du film. Turbulent, naïf et désobéissant, il devient à l'âge adulte un roi aussi sage et bienveillant que le fut son père.
- Mufasa (nom du dernier roi du Kenya) : roi, époux de Sarabi et père de Simba, il règne avec sagesse sur la Terre des Lions. Aimé et respecté des siens, il sera trahi et tué par son frère Scar, désireux de prendre sa place.
- Sarabi (du swahili signifiant « mirage ») : lionne, épouse puis veuve de Mufasa, reine de la terre des lions et mère de Simba. Une fois roi, Scar semble la nommer responsable des troupes de chasse.
- Scar (de l'anglais signifiant « cicatrice ») : frère cadet de Mufasa et oncle de Simba, il est le « méchant » de l'histoire. Il s'associe aux hyènes afin de se débarrasser du roi et du prince, et ainsi prendre le pouvoir sur la Terre des Lions. Fourbe, machiavélique et cruel, il est finalement destitué par Simba après avoir régné en tyran et meurt sous les crocs des hyènes pour avoir trahi leur confiance.
- Timon : jeune suricate[1] à la personnalité très affirmée, il est le meilleur ami du phacochère Pumbaa. Toujours à la recherche de confort et de bien-être, tous deux ont adopté la philosophie « Hakuna Matata » (« Sans soucis » en swahili).
- Pumbaa (du swahili signifiant « étourdi », « désorienté ») : phacochère, ami de Timon. Avec ce dernier, il adopte Simba. On en apprend plus sur l'histoire de ces deux personnages dans Le Roi lion 3 : Hakuna Matata (l'origine de Timon est révélée dans le film, celle de Pumbaa dans les bonus, car deux introductions ont été proposées lors de l'élaboration du film).
- Rafiki (du swahili signifiant « ami ») : ce mandrill est le « sage » qui veille sur les animaux de la savane. Omniscient (ou presque), il intervient ponctuellement pour informer un personnage ou l'amener à se poser « les bonnes questions ». Il est aussi sorcier.
- Nala (du swahili signifiant « chance ») : jeune et belle lionne, amie d'enfance de Simba. Son arrivée dans le lieu de vie de Simba adulte sera un élément déclencheur pour le retour de ce dernier parmi les siens. Elle devient par la suite sa compagne, et ainsi la reine de la Terre des Lions.
- Zazu : calao à bec rouge occupant le poste de majordome royal. Heureux d'exercer son rôle auprès de Mufasa, il conserve ses fonctions lorsque Scar devient roi, mais celui-ci le confine dans un rôle subalterne. Successivement qualifié de « bec-de-banane » par Simba quand ce dernier est encore enfant, et de « loufiat du Grand Manitou » par Shenzi, il reste fier et essaye malgré tout d'être à la hauteur de ses fonctions.
- Shenzi, Banzaï et Ed (en swahili, shenzi signifie « païen », « sauvage », « grossier » ou « barbare » (en tant qu'adjectif) et banzai « furtivement » ou « tapi ») : trio de hyènes tachetées, affamées et présentées comme sauvages. Elles obéissent à Scar. Toutefois, elles ont chacune une personnalité différente. Shenzi, la femelle, dirige le groupe ; vulgaire et dominante, elle a beaucoup d'influence sur ses compagnons. Banzaï, une hyène mâle, hait les lions, à l'exception de Scar pour qui il montre un certain respect. Ed, le second mâle du trio, ne parle pas et se contente d'approuver les initiatives des deux autres en riant de manière hystérique.
- Sarafina : lionne, mère de Nala et meilleure amie de Sarabi.

## Fiche technique
- Titre original : The Lion King
- Titre français : Le Roi lion
- Réalisation : Roger Allers et Rob Minkoff
- Scénario : Irene Mecchi, Jonathan Roberts et Linda Woolverton, avec la participation de Brenda Chapman, d'après une histoire de Burny Mattinson, Barry Johnson, Lorna Cook, Thom Enriquez, Andrew Gaskill, Gary Trousdale, Jim Capobianco, Kevin Harkey, Jorgen Klubien, Chris Sanders, Tom Sito, Larry Leker, Joe Ranft, Rick Maki, Ed Gombert, Francis Glebas et Mark Kausler
- Conception graphique :
  - Direction artistique : Andy Gaskill
  - Production designer : Chris Sanders
  - Coordinateur artistique : Randy Fullmer ; David Bossert (restauration 2003)
  - Cadrage (Layout) : Dan St. Pierre (supervision)
  - Décors : Doug Ball (supervision)
  - Mise au propre (Clean-up) : Vera Lanpher (supervision)
- Animation :
  - Supervision : Mark Henn, Ruben Aquino, Tony Fucile, Andreas Deja, Anthony Derosa, Tony Bancroft, Michael Surrey, James Baxter, Ellen Woodbury, Russ Edmonds, Alexander Kupershmidt et David Burgess
  - Animation des personnages : Tom Bancroft, Broose Johnson, Daniel T. Hofstedt, Dan Wawrzaszek, Randy Haycocok, Joe Ekers, Michael Cedeno, Dale Baer, Lorna Cook, Phil Young, Chris Wahl, Bradley Kuha, Doug Frankel, Jean Morel, Mark Koetsier, Alex Williams, Robert Bryan, Gilda Palinginis, Ron Husband, Tim Allen, David Pruiksma, Brian Ferguson, James Lopez, Michael Show, Randy Cartwright, Barry Temple, Michael Swofford, Rejean Bourdages, Lou Dellarosa, Larry White, Ken Boyer et Gregory Manwaring
  - Conception des personnages : Hans Bacher, Randy Fullmer, Jean Gillmore, Joe Grant, Mike Hodgson, Lisa Keene, Sue C. Nichols, Melvin Shaw, Bob Smith, Bruce Zick
  - Effets spéciaux : Scott Santoro (supervision)
  - Animation numérique (CGI) : Scott F. Johnston (supervision), MaryAnn McLeod (coordinateur) avec la participation de Pixar
    - Animation numérique additionnelle : James Tooley, Rob Bekuhrs, Steve Goldberg, Sandra Groeneveld, Marcus W. Hobbs (logiciel)
    - société Wildebeest Stampede : Kiran Bhakta Joshi, Mary Jane 'M.J.' Turner, Linda Bel, Gregory William Griffith

  - Effets d'animation : Allen Blyth, Christine Blum, Dave Bossert, Ed Coffey, Eusebio Torres, Garrett Wren, Marlon West, Mauro Maressa, Tom Hush, Christopher Jenkins, David 'Joey' Mildenberger, Dorse A. Lanpher, Stephen B. Moore, Ted Kierscey
  - Assistant Effets d'animation : Colbert Fennelly, Dan Lund, Graham Woods, Jazno Francoeur, Kristine Brown, Mark Barrows, Tony West, Dan Wanket, Joseph C. Pepe, Michael Duhatschek
- Montage : John Carnochan et Tom Finan (supervision film), Adam Milo Smalley (supervision musique)
- Musique :
  - Compositeur et arrangements : Hans Zimmer
  - Chansons : Tim Rice (paroles), Elton John (musique)
  - Improvisations africaines : Lebo M.
  - Arrangements vocaux : Bruce Fowler, Danny Troob, Paul Bogave, Bobbi Page et Mark Mancina
  - Orchestrations : Bruce Fowler, Ladd McIntosh et Yvonne Moriarty
- Producteurs exécutifs : Thomas Schumacher et Sarah McArthur
- Producteur délégué : Don Hahn
- Productrice associée : Alice Dewey
- Production : Walt Disney Pictures
- Distribution : Buena Vista Pictures Distribution
- Budget : 45 millions de dollars
- Box-office États-Unis : 432 832 777 $
- Box-office France : 10 135 871 entrées
- Box-office mondial : 987 830 777 $
- Langue : anglais
- Format : Couleurs - 1,78:1 - Dolby Stéréo
- Genre : Animation, aventure et drame
- Durée : 88 minutes
- Dates de sortie[2] :  États-Unis : 15 juin 1994,  France : 23 novembre 1994[3],[4],[5]

Note : La liste des « crédités » au générique étant trop longue pour être citée in extenso ici, nous n'avons repris que les principaux contributeurs.

### Nouvelle version
Cette version est sortie directement en DVD en 2003. La modification la plus notable est la scène du Rapport matinal de Zazu, qui se fait désormais en chanson.

## Distribution

### Voix originales
- Jonathan Taylor Thomas : Simba enfant
- Jason Weaver : Simba enfant (chant)
- Matthew Broderick : Simba adulte
- Joseph Williams : Simba adulte (chant)
- James Earl Jones : Mufasa
- Jeremy Irons : Scar
- Rowan Atkinson : Zazu
- Niketa Calame : Nala enfant
- Laura Williams : Nala enfant (chant)
- Moira Kelly : Nala adulte
- Sally Dworsky (en) : Nala adulte (chant)
- Nathan Lane : Timon
- Ernie Sabella : Pumbaa
- Robert Guillaume : Rafiki
- Whoopi Goldberg : Shenzi
- Cheech Marin : Banzai
- Madge Sinclair :  Sarabi
- Jim Cummings : Ed
- Zoe Leader : Sarafina

### Voix françaises
- Dimitri Rougeul : Simba enfant
- Emmanuel Curtil : Simba adulte
- Jean Reno : Mufasa
- Jean Piat : Scar (Bernard Tiphaine dans le doublage alternatif[6],[7])
- Morgan Flahaut : Nala enfant
- Melinda Attia : Nala enfant (chant)
- Sybille Tureau : Nala adulte
- Maïdi Roth : Nala adulte (chant)
- Jean-Philippe Puymartin : Timon
- Michel Elias : Pumbaa
- Med Hondo : Rafiki

- Fred Taïeb : Rafiki (dernière réplique : « C'est l'heure. »[8].)
- Michel Prud'homme : Zazu
- Nicole Raucher : Sarabi
- Marie-Christine Darah : Shenzi
- Michel Mella : Banzaï
- Jim Cummings : Ed
- Perrette Pradier : Sarafina
- Debbie Davis : Soliste "C'est l'histoire de la vie"

## Production

### Développement
L’origine du concept du Roi lion est largement contestée. Selon Charlie Fink (alors vice-président des affaires créatives de Walt Disney Feature Animation), il a approché Jeffrey Katzenberg, Roy E. Disney et Peter Schneider avec une idée de « Bambi en Afrique » avec des lions. Katzenberg a d’abord hésité à l’idée, mais a néanmoins encouragé Fink et ses écrivains à développer un mythe pour expliquer comment les lions ont servi d’autres animaux en les mangeant. Une autre anecdote indique que l’idée a été conçue lors d’une conversation entre Katzenberg, Roy E. Disney et Schneider sur un vol pour l’Europe lors d’une tournée promotionnelle. Pendant la conversation, le sujet d’une histoire se déroulant en Afrique est apparu, et Katzenberg a immédiatement sauté sur l’idée. Katzenberg a décidé d’ajouter des éléments impliquant le passage à l’âge adulte et la mort, et des idées d’expériences de vie personnelle, telles que certaines de ses épreuves dans sa carrière en politique, en disant à propos du film : « C’est un peu moi-même »,.
Le 11 octobre 1988, Thomas Disch (l’auteur de Le Petit Grille-pain courageux) avait rencontré Fink et Roy E. Disney pour discuter de l’idée, et dans le mois suivant, il avait écrit un traitement de neuf pages intitulé Roi du Kalahari. Tout au long de 1989, plusieurs rédacteurs de Disney avaient écrit des traitements pour le projet. Le traitement de Tripp, daté du 2 mars 1989, a introduit le nom « Simba » pour le personnage principal, qui se sépare de sa fierté et est adopté par Kwashi, un babouin, et Mabu, une mangouste. Il a ensuite été élevé dans une communauté de babouins. Simba combat un chacal maléfique nommé Ndogo et retrouve sa fierté. Plus tard cette même année, Fink a recruté son ami J. T. Allen, un écrivain, pour développer de nouveaux traitements d’histoire. Fink et Allen avaient déjà fait plusieurs voyages dans un zoo de Los Angeles pour observer le comportement animal qui devait être présenté dans le scénario. Allen a terminé son scénario, intitulé Le Roi Lion, le 19 janvier 1990. Cependant, Fink, Katzenberg et Roy E. Disney a estimé que le scénario d’Allen pourrait bénéficier d’un scénariste plus expérimenté et s’est tourné vers Ronald Bass, qui avait récemment remporté un Oscar du meilleur scénario original pour Rain Man. À l’époque, Bass était préoccupé par la réécriture du scénario lui-même, mais a accepté de superviser les révisions. Le nouveau scénario, crédité à Allen et Bass, a été renommé Roi des Bêtes et achevé le 23 mai 1990.
Quelque temps plus tard, Linda Woolverton, qui écrivait également La Belle et la Bête, a passé un an à écrire plusieurs brouillons du scénario, intitulé Roi des Bêtes, puis Roi de la Jungle. La version originale du film était très différente du produit final. L’intrigue était centrée sur une bataille entre des lions et des babouins, Scar étant le chef des babouins, Rafiki étant un guépard et Timon et Pumbaa étant les amis d’enfance de Simba. Simba non seulement quitterait le royaume, mais deviendrait un « personnage paresseux, bâclé et horrible » en raison des manipulations de Scar, de sorte que Simba pourrait être renversé après l’âge adulte. En 1990, le producteur Thomas Schumacher, qui venait de terminer Bernard et Bianca au pays des kangourous, a décidé de s’attacher au projet « parce que les lions sont cool ». Schumacher a comparé le scénario du roi de la jungle à un spécial animé de National Geographic.
George Scribner, qui avait réalisé Oliver et Compagnie, était le réalisateur initial du film, rejoint plus tard par Roger Allers, qui était le superviseur du scénario et du storyboard de La Belle et la Bête. Allers a travaillé avec Scribner et Woolverton sur le projet, mais a temporairement quitté le projet pour aider à réécrire Aladdin. Huit mois plus tard, Allers est revenu au projet et a amené Brenda Chapman et Chris Sanders avec lui. En octobre 1991, plusieurs membres de l'équipe principale, dont Allers, Scribner, Chapman, Sanders et Lisa Keene, ont visité le parc national de Hell's Gate au Kenya, afin d'étudier et d'apprécier l'environnement pour le film. Après six mois de travail de développement de l'histoire, Scribner a décidé de quitter le projet en se heurtant à Allers et aux producteurs au sujet de leur décision de transformer le film en comédie musicale, puisque l'intention de Scribner était de faire un film de type documentaire plus axé sur les aspects naturels. En avril 1992, Rob Minkoff remplace Scribner en tant que co-réalisateur, Allers lui reste en tant que réalisateur principal.
Don Hahn a rejoint la production en tant que producteur du film parce que Schumacher a été promu vice-président du développement pour Walt Disney Feature Animation. Hahn a trouvé le scénario non concentré et dépourvu de thème clair, et après avoir établi le thème principal comme "quitter l'enfance et faire face aux réalités du monde", a demandé un dernier rééquipement. Allers, Minkoff, Chapman et Hahn ont ensuite réécrit l'histoire au cours de deux semaines de rencontres avec les réalisateurs Kirk Wise et Gary Trousdale, qui avaient fini de réaliser La Belle et la Bête. L'une des idées définitives issues des réunions était de faire revenir Mufasa en tant que fantôme. Allers a également changé le personnage de Rafiki d'un conseiller judiciaire plus sérieux à un chaman farfelu. Le titre a également été changé de Roi de la Jungle à Le Roi Lion, car le cadre n'était pas la jungle mais la savane. Il a également été décidé de faire de Mufasa et Scar des frères, car les écrivains ont estimé que c'était beaucoup plus intéressant si la menace venait de quelqu'un au sein de la famille. Allers et Minkoff ont présenté l'histoire révisée à Katzenberg et Michael Eisner, à qui Eisner a estimé que l'histoire pourrait être plus shakespearienne ; il a suggéré de modéliser l'histoire sur le roi Lear. Maureen Donley, productrice associée, a rétorqué, affirmant que l'histoire ressemblait à Hamlet. Poursuivant l'idée, Allers s'est souvenu que Katzenberg leur a demandé de mettre autant de Hamlet que vous le pouvez. Cependant, ils ont estimé que c'était trop forcé et se sont tournés vers d'autres archétypes héroïques tels que les histoires de Joseph et de Moïse de la Bible.
Sans compter la plupart des segments de Fantasia, Saludos Amigos, Les Trois Caballeros, La Boîte à musique et Mélodie Cocktail ; et Bernard et Bianca au pays des kangourous, Le Roi Lion a été le premier long métrage d’animation de Disney à être une histoire originale, plutôt que d’être basé sur des œuvres et des personnages préexistants. Les réalisateurs ont déclaré que l’histoire du Roi Lion a été inspirée par la vie de Joseph et Moïse de la Bible, et d’Hamlet de Shakespeare, bien que l’histoire ait également établi quelques comparaisons avec les pièces moins connues de Shakespeare, Henry IV partie 1 et 2.
À ce stade, Woolverton avait quitté la production pour travailler sur l’adaptation de Broadway de La Belle et la Bête. Pour la remplacer, Allers et Minkoff ont rencontré de nombreux scénaristes, dont Billy Bob Thornton et Joss Whedon, pour discuter de l’écriture du nouveau scénario. Au cours de l’été 1992, Irene Mecchi a été embauchée comme nouvelle scénariste, et des mois plus tard, elle a été rejointe par Jonathan Roberts. Mecchi et Roberts ont pris en charge le processus de révision, corrigeant les problèmes émotionnels non résolus dans le scénario et ajoutant des situations comiques pour Pumbaa, Timon et les hyènes.
Le parolier Tim Rice a travaillé en étroite collaboration avec l’équipe d’écriture du scénario, s’envolant pour la Californie au moins une fois par mois, car ses chansons pour le film devaient travailler dans la continuité narrative. Les paroles de Rice - qui ont été retravaillées jusqu’à la fin de la production - ont été épinglées aux storyboards pendant le développement. Les réécritures étaient fréquentes, l’animateur Andreas Deja disant que les scènes terminées seraient livrées, seulement pour que la réponse soit que les parties devaient être réanimées en raison des changements de dialogue. En raison des réécritures, Le Roi Lion a manqué sa fenêtre de sortie initiale pour Thanksgiving 1993, L'Étrange Noël de monsieur Jack assumant son créneau de sortie. Hahn a déclaré que le film a été retardé jusqu’à une sortie de l’été 1994, « avec beaucoup de consternation, parce que les gens ont dit que vous ne pouvez pas sortir d’animation en été ».

### Casting
Les acteurs vocaux ont été choisis pour la façon dont ils s’intègrent et pouvaient ajouter aux personnages ; par exemple, James Earl Jones a été choisi parce que les réalisateurs ont trouvé sa voix « puissante » et semblable au rugissement d’un lion. Jones a fait remarquer qu’au cours des années de production, Mufasa « est devenu de plus en plus un père stupide au lieu d’un grand roi ».
Nathan Lane a auditionné pour Zazu, et Ernie Sabella pour l'une des hyènes. Lors de leur rencontre au studio d'enregistrement, Lane et Sabella - qui jouaient ensemble dans une production de Broadway de Guys and Dolls à l'époque - ont été invités à enregistrer ensemble en tant que hyènes. Les réalisateurs se sont moqués de leur performance et ont décidé de les choisir comme Timon et Pumbaa. Pour les hyènes, l'intention initiale était de réunir Cheech & Chong, mais alors que Cheech Marin a accepté de jouer Banzai, Tommy Chong n'était pas disponible. Son rôle a été changé en hyène féminine, Shenzi, jouée par Whoopi Goldberg, qui a insisté pour être dans le film. Le duo comique anglais Vic Reeves et Bob Mortimer ont auditionné pour des rôles de paire de tamias ; selon Mortimer, les producteurs étaient enthousiastes, mais lui et Reeves étaient mal à l'aise avec leur attitude corporative et ont abandonné le film. Rowan Atkinson n'était initialement pas intéressé par l'offre du studio de jouer Zazu, expliquant plus tard que "le travail vocal est quelque chose que je n'avais généralement jamais fait et que je n'ai jamais aimé. Je suis un artiste visuel, si je suis quelque chose, et cela semblait être une chose inutile à faire". Son ami et collègue écrivain/acteur de Mr. Bean, Robin Driscoll, l'a convaincu d'accepter le rôle, et Atkinson a exprimé rétrospectivement que Le Roi Lion est devenu "un film vraiment, très spécial".
Matthew Broderick a été choisi pour le rôle de Simba adulte au début de la production. Broderick n'a enregistré avec un autre acteur qu'une seule fois au cours des trois années où il a travaillé sur le film, et n'a appris que Moira Kelly avait joué Nala lors de la première du film. Les acteurs anglais Tim Curry, Malcolm McDowell, Alan Rickman, Patrick Stewart et Ian McKellen ont été considérés pour le rôle de Scar, qui est finalement allé à son compatriote l’acteur Anglais Jeremy Irons. L’acteur a d'abord refusé le rôle, car Irons se sentait mal à l'aise d'aller vers un rôle comique après son interprétation dramatique de Claus von Bülow dans Le Mystère von Bülow. Sa performance dans ce film a inspiré les scénaristes à intégrer davantage de son jeu d'acteur en tant que von Bülow dans le scénario - ajoutant l'une des lignes de ce personnage, "Vous n'avez aucune idée" - et a incité l'animateur Andreas Deja à regarder Le Mystère von Bülow afin d'incorporer les traits du visage et les tics d'Irons.

### Animation
Le développement du Roi Lion a coïncidé avec celui de Pocahontas, sur lequel la plupart des animateurs de Walt Disney Feature Animation ont décidé de travailler à la place, croyant que ce serait le plus prestigieux et le plus réussi des deux. Les artistes de l’histoire n’ont pas non plus beaucoup confiance dans le projet, Chapman déclarant qu’elle était réticente à accepter le travail « parce que l’histoire n’était pas très bonne », et Burny Mattinson a dit à son collègue Joe Ranft : « Je ne sais pas qui va vouloir regarder celui-là. » La plupart des animateurs du premier plan faisaient soit leur premier travail majeur en supervisant un personnage, soit avaient beaucoup d’intérêt pour l’animation d’un animal. Treize de ces animateurs superviseurs, tant en Californie qu’en Floride, étaient responsables de l’établissement des personnalités et de donner le ton aux personnages principaux du film. Près de vingt minutes du film, y compris la séquence « Je voudrais déjà être roi ! », ont été animées aux studios Disney-MGM. Plus de 600 artistes, animateurs et techniciens ont contribué au Roi Lion. Quelques semaines avant la sortie du film, le tremblement de terre de Northridge de 1994 a fermé le studio et a obligé les animateurs à terminer via le travail à distance.
Les animateurs de personnages ont étudié les animaux de la vie réelle pour référence, comme cela a été fait pour Bambi. Jim Fowler, expert renommé en faune, a visité les studios à plusieurs reprises avec un assortiment de lions et d’autres habitants de la savane pour discuter du comportement et aider les animateurs à donner de l’authenticité à leurs dessins. Les animateurs ont également étudié les mouvements d’animaux au Miami MetroZoo sous la direction de l’expert en faune Ron Magill. Les Pride Lands sont calyés sur le parc national kenyan visité par l’équipage. Des longueurs focales et des lentilles variées ont été utilisées pour différer de la représentation habituelle de l’Afrique dans les documentaires - qui utilisent des téléobjectifs pour photographier la faune à distance. La sensation épique s’est inspirée des études conceptuelles de l’artiste Hans Bacher - qui, à la suite de la demande de réalisme de Scribner, a essayé de représenter des effets tels que l’éruption de l’objectif - et des œuvres des peintres Charles Marion Russell, Frederic Remington et Maxfield Parrish. Le directeur artistique Andy Gaskill et les cinéastes ont cherché à donner au film un sentiment de grand balayage et d’échelle épique similaire à Lawrence d’Arabie. Gaskill a expliqué : « Nous voulions que le public sente l’immensité de la savane et sente la poussière et la brise se balancer dans l’herbe. En d’autres termes, pour avoir un sens réel de la nature et se sentir comme s’ils étaient là. Il est très difficile de capturer quelque chose d’aussi subtil qu’un lever de soleil ou une pluie tombant sur un étang, mais ce sont les genres d’images que nous avons essayé d’obtenir. » Les réalisateurs ont également regardé les films de John Ford et d’autres cinéastes, ce qui a également influencé la conception du film.
Les personnages n’étaient pas anthropomorphismes, tous les animateurs ont dû apprendre à dessiner des animaux à quatre pattes, et le développement de l’histoire et du personnage s’est fait par l’utilisation de plans plus longs suivant les personnages.
Les ordinateurs ont aidé les cinéastes à présenter leur vision de nouvelles façons. Pour la séquence « du troupeau », plusieurs personnages distincts de gnous ont été créés dans un programme informatique 3D, multipliés par centaines, ombragés pour ressembler à une animation dessinée, et des chemins aléatoires ont été donnés sur le flanc d’une montagne pour simuler le mouvement réel et imprévisible d’un teuveau. Cinq animateurs et techniciens spécialement formés ont passé plus de deux ans à créer la bousculade de deux minutes et demie. Le système de production d’animation par ordinateur (CAPS) a aidé à simuler les mouvements de la caméra tels que le suivi des plans, et a été utilisé dans la coloration, l’éclairage et les effets de particules.

### Musique
Le parolier Tim Rice, qui travaillait avec le compositeur Alan Menken sur des chansons pour Aladdin, a été invité à écrire des chansons pour Le Roi Lion, et accepté à condition de faire venir un partenaire de composition. Comme Menken n’était pas disponible, les producteurs ont accepté la suggestion de Rice d’inviter Elton John, après l’invitation de Rice à ABBA échouée en raison des engagements de Benny Andersson envers la comédie musicale Kristina från Duvemåla. John a exprimé son intérêt pour l’écriture de « chansons ultra-pop que les enfants aimeraient ; alors les adultes peuvent aller voir ces films et en profiter autant », mentionnant une influence possible du Livre de la Jungle, où il a estimé que la « musique était si drôle et plaisait aux enfants et aux adultes ».
Rice et John ont écrit cinq chansons originales pour Le Roi Lion (L'Histoire de la vie, Je voudrais déjà être roi, Soyez prêtes, Hakuna Matata et L'amour brille sous les étoiles), avec la performance de John de L'amour brille sous les étoiles jouant au générique de fin. La partition a été composée par Hans Zimmer, qui a été embauché sur la base de son travail antérieur sur deux films dans des décors africains, Un monde à part et La Puissance de l'ange, et a complété la partition avec de la musique africaine traditionnelle et des éléments de chorale arrangés par Lebo M. Les partenaires de Zimmer, Mark Mancina et Jay Rifkin, ont aidé aux arrangements et à la production de chansons.
Jeremy Irons est remplacé par Jim Cummings après le vers « You won't get a sniff without me! » (« Vous mourrez de faim pour la vie ! » en VF), Irons ayant eu des soucis avec sa voix durant l'enregistrement.

#### Chansons originales
- L'Histoire de la vie (The Circle of Life) (générique de début) - Soliste et chœurs [NB 2]
- Le Rapport du matin (The Morning Report) (version intégrale) - Zazu [NB 3]
- Je voudrais déjà être roi (I Just Can't Wait To Be King) - Simba enfant, Nala enfant et Zazu
- Soyez prêtes (Be Prepared) - Scar et les hyènes
- Hakuna Matata - Timon, Pumbaa et Simba (adulte et enfant)
- L'amour brille sous les étoiles (Can You Feel the Love Tonight?) - Simba, Nala, Timon et Pumbaa
- L'Histoire de la vie (The Circle of Life) (finale) - Chœurs
- Can You Feel the Love Tonight ?[NB 4] (générique de fin) - Elton John

#### Reprises et parodies
- Nobody Knows the Trouble I've Seen - Zazu
Adaptée d'un « negro spiritual » popularisé par Louis Armstrong.
- It's a Small World - Zazu
Composée par les frères Sherman.
- I've Got a Lovely Bunch of Coconuts (en) - Zazu
Composée par Fred Heatherton en 1944.
Dans la version allemande du film, cette chanson est remplacée par la comptine Sur le pont d'Avignon.
- The Lion Sleeps Tonight - Timon et Pumbaa[NB 5]
Chanson africaine composée par Solomon Linda, popularisée en français par Henri Salvador sous le titre Le lion est mort ce soir.
- Hawaiian War Chant (Tahuwa-Huwai ou Kâua i ka huahua`i) - Timon et Pumbaa
Chanson populaire américaine tirée d'un chant traditionnel hawaïen écrit par le prince Leleiohoku II. La version du film ne reprend que l'air, les paroles comiques écrites pour l'occasion n'ont aucun rapport avec les versions antérieures.

## Distinctions

### Récompenses
- Golden Globes 1995 :
  - Meilleur film musical ou de comédie
  - Meilleure musique de film pour Hans Zimmer
  - Meilleure chanson originale pour Elton John et Tim Rice pour Can You Feel the Love Tonight
- Oscars 1995 :
  - Meilleure musique pour Hans Zimmer
  - Meilleure chanson originale pour Can You Feel the Love Tonight (Elton John et Tim Rice)
- 2016 : Le Roi lion a été sélectionné par la Bibliothèque du Congrès pour figurer au National Film Registry[13].

### Nominations
- BAFTA 1995 :
  - Meilleur son pour Terry Porter, Mel Metcalfe, David Hudson et Doc Kane
  - Meilleure musique de film pour Hans Zimmer
- Golden Globes 1995 : Meilleure chanson originale pour Circle of Life (Elton John et Tim Rice)
- Grammy Awards 1995 :
  - Meilleure composition instrumentale (Hans Zimmer)
  - Meilleure chanson composée spécialement pour un film de cinéma ou de télévision pour Can You Feel the Love Tonight et Circle of Life (Elton John et Tim Rice)
- Oscars 1995 : Meilleure chanson originale :
  - Circle of Life (Elton John et Tim Rice)
  - Hakuna Matata (Elton John et Tim Rice)

## Sorties
Sauf mention contraire, les informations suivantes sont issues de l'Internet Movie Database.

### Au cinéma
Le film a été diffusé aux États-Unis dans les salles de cinéma tous les jours du 15 juin 1994 au 18 novembre 1994 sauf trois jours en septembre, période de la rentrée des classes.

#### Premières nationales
- États-Unis : 12 juin 1994 (première mondiale à Los Angeles et New York[14]), 24 juin 1994 (sortie nationale)
- Canada : 24 juin 1994
- Argentine, Pérou : 7 juillet 1994
- Hong Kong : 8 juillet 1994
- Japon : 23 juillet 1994
- Norvège : 18 août 1994
- Royaume-Uni : 7 octobre 1994
- Espagne : 8 novembre 1994
- Belgique : 9 novembre 1994
- Allemagne : 17 novembre 1994
- Danemark, Suède : 18 novembre 1994
- France : 9 novembre 1994 (en exclusivité au Grand Rex)[15], 23 novembre 1994 (sortie nationale)
- Italie : 24 novembre 1994
- Pays-Bas : 24 novembre 1994
- Finlande, Portugal : 2 décembre 1994
- Australie : 25 août 1994
- Turquie : 20 janvier 1995
- Estonie : 3 mai 1996
- Japon : 1er janvier 2003 (version IMAX)
- Russie : 31 mars 2003 (version IMAX)
- République tchèque : 15 mai 2003 (version IMAX)
- Inde : 29 juillet 2011 (version 3D)[16]

### Ressorties principales
- États-Unis : 18 novembre 1994, 25 décembre 2002 (version IMAX)
- France, Allemagne, Mexique, Royaume-Uni : 25 décembre 2002 (version IMAX)
- Australie : 15 septembre 2003
- France : 11 avril 2012, ressortie en 3D et remastérisée

### En vidéo

#### Dates de sorties
- 3 mars 1995 - Sortie en vidéo[17]
- 12 août 1995 (Québec) - VHS et Laserdisc avec recadrage 4/3 et version d'origine
- 10 octobre 1995 (France) - VHS avec recadrage 4/3 et Laserdisc
- 15 octobre 2003 - VHS, Double DVD Collector et Coffret Prestige avec format 16/9 et version longue
- 20 octobre 2004 - Coffret 3 DVD ou VHS avec format 16/9, version longue et accompagné des deux suites
- 24 août 2011 - Ré-édition DVD, Combo Blu-ray 2D+DVD, Combo Blu-ray 3D active/Blu-ray 2D/DVD simple

#### Ventes
Lors de la sortie de la cassette vidéo, ce sont 1 million d'exemplaires qui sont vendus en 5 jours en France, et 31 millions aux États-Unis. Ce nombre de vente a fait de ce film le plus vendu de l'histoire en format VHS, avec un total de 32 000 000 de ventes aux États-Unis, et de 3,4 millions de VHS vendus en France, d'après le CNC.

## Accueil

### Accueil critique
Sur Rotten Tomatoes, le film a un taux d'approbation de 93 % avec un score moyen de 8,4/10, basé sur 137 critiques. Le consensus critique du site Web se lit comme suit : "Émotionnellement émouvant, richement dessiné et magnifiquement animé, Le Roi Lion se tient bien dans le panthéon des films familiaux classiques de Disney." Il s'est également classé 56e dans le "Top 100 des films d'animation" de Rotten Tomatoes. Chez Metacritic, qui utilise une moyenne pondérée, le film a reçu une note de 88 sur 100 sur la base de 30 critiques, ce qui indique une "acclamation universelle". Le public interrogé par CinemaScore a donné au film une note "A+" rare sur une échelle de A+ à F.
En France, le film a été favorablement accueilli, selon les critiques de la presse sur le site Allociné, la note du film pour les 8 critiques de presse française recensées est de 3,4 sur 5, et la note des critiques du public est de 4,5 sur 5. Avec aussi une bonne appréciation du public qu'il a toujours dans les années 2020. quand il est toujours dans les dix premiers du classement des 300 meilleurs films de tous les temps selon les avis des téléspectateurs sur la base cette fois de 122 812 avis collectés, derrière Forrest Gump, La Ligne verte, 12 hommes en colère, Le Parrain, Les évadés, Le Seigneur des anneaux : Le Retour du roi, et devant Vol au-dessus d'un nid de coucou et The Dark Knight : Le Chevalier noir.

### Box-office
Le Roi Lion a rapporté 425 millions de dollars en Amérique du Nord et 553,8 millions de dollars dans d'autres territoires, pour un total mondial de 979 millions de dollars. Après sa première course, ayant gagné 763,5 millions de dollars, il s'est classé comme le film d'animation le plus rentable de tous les temps, le film le plus rentable de Walt Disney Pictures, et le film le plus rentable de 1994. C’est le deuxième film le plus rentable de tous les temps, derrière Jurassic Park. Le film est resté le deuxième film le plus rentable jusqu'à ce que la place soit prise par Independence Day, deux ans plus tard. Il a terminé comme le 5e film le plus rentable des années 1990 au niveau national.
Le Roi lion est le second plus gros succès d'animation de l'histoire cinématographique, juste derrière Le Monde de Nemo, film coproduit par Disney et réalisé par Pixar, avec 336,4 millions de dollars de gains. Mais il fut détrôné par Le Roi lion qui à travers le monde, a récolté 987 483 777 $ de dollars à comparer avec son budget de 79,3 millions de dollars, qui fut positionné et resta pendant 19 ans comme « le plus gros succès d'animation de tous les temps.», jusqu'au 26 janvier 2014, quand le film La Reine des neiges a dépassé le milliard de dollars au box-office.
Lors de sa sortie en France le 23 novembre 1994
, le film attire 70 135 spectateurs en troisième position du box-office avant de dépasser The Mask en deuxième position avec 135 711 entrées la deuxième semaine avant de finir premier rang du box-office la troisième semaine cumulant 1 448 653 entrées. Le film reste huit semaines au sommet du box-office cumulant un total de 7 895 984 entrées depuis sa sortie, avant d'être dépassé par Un Indien dans la ville,. Finalement, à la fin de sa course, Le Roi Lion obtient 10 135 871 entrées, ce qui fait le plus grand succès au box-office en France dans l’année 1994, où il est classé numéro un. Ce fut le premier film des studios Disney à se hisser en tête du box-office en France depuis Les Aventures de Bernard et Bianca.

## Analyse du film
L'héritier au trône présenté aux animaux par Rafiki dans la dernière scène du film n'est pas clairement identifié. Il faut attendre la séquence d'ouverture du film suivant, Le Roi lion 2 : L'Honneur de la tribu, pour apprendre qu'il s'agit d'une fille (à la grande déception de Timon et Pumbaa). Toutefois dans Le Roi lion : Six nouvelles histoires, un coffret de livres illustrés paru en 2001, Kiara disparaît au profit d'un garçon, Kopa (qui signifie en swahili « cœur »).

### Controverse autour des origines du film
Plusieurs médias ont relaté de nombreuses similitudes entre le film de Disney et Le Roi Léo d'Osamu Tezuka dont un article du Los Angeles Times en 2007. Une comparaison entre des scènes du film et les séries Le Roi Léo (une de 1966 et une de 1989) semble aller en faveur des propos de la presse. La première position du studio Disney est que « toute ressemblance n'est que pure coïncidence. ».
La ressemblance entre les deux œuvres débute avec le prénom du héros, Simba pour le Roi Lion et Kimba, nom américain de Léo lors de son introduction aux États-Unis, le mot « simba » étant le terme en swahili pour « lion ». De plus, des comparaisons entre des personnages secondaires du Roi Lion  et du Roi Léo montrent au premier abord des similarités (comme Mandy et Rafiki, tous deux des singes mandrills).
L'acteur Matthew Broderick, voix anglaise de Simba, a déclaré qu'il pensait avoir été sélectionné par Disney pour un remake du Roi Léo, série qu'il connaissait,,,. Au point qu'il l'annonça à son entourage. Des esquisses préliminaires, souvent présentées aux acteurs quand ils enregistrent les voix très tôt durant la production, représentent un lionceau blanc. Plusieurs personnages ou scènes semblent montrer des similarités  : Simba/Léo, des rochers de forme similaire, des ronces et une végétation africaine, des chutes depuis des falaises, des scènes entre lionceaux...
Il a même été évoqué que Disney aurait payé le studio Tezuka Productions pour éviter des poursuites, rumeurs réfutées par Yoshihiro Shimizu, expliquant que sa société était trop petite pour se lancer dans une bataille juridique.
À noter cependant que l'animateur Tom Sito a reconnu dans une interview de 2015, accordée au HuffPost, qu'un animateur travaillant sur le Roi Lion s'est présenté un jour avec un exemplaire du manga du Roi Leo à la main, alors que le film était encore en cours de production. Les personnes présentes ont parcouru le manga et l'ont comparé au film sur lequel elles étaient en train de travailler. Si Tom Sito admet volontiers que certaines similitudes sont effectivement troublantes, il maintient qu'il s'agit là de pures coïncidences et que si l'œuvre de Tezuka a pu les influencer, directement ou indirectement, cela s'est fait de manière totalement inconsciente.
Le scénario du Roi Lion peut aussi être rapproché de l'histoire légendaire de Soundiata Keïta, décrivant l'origine de l'empire du Mali.
Le scénario de base serait inspiré des histoires de Joseph et Moïse dans la Bible et d'Hamlet de William Shakespeare. Christopher Vogler, dans The Writer's Journey: Mythic Structure for Writers, retranscrit les conseils qu'il a donné aux studios Disney à leur demande comme celui d'ajouter des éléments d'Hamlet dans le scénario du Roi lion.

### Controverse sur le contenu idéologique du film
Plusieurs analystes ont cru déceler dans Le Roi lion un  contenu idéologique. En effet, ce film met en scène un pays riche dirigé par une caste dominante (les lions) dont la légitimité en tant que monarques de droit divin n'est jamais questionnée, et fondée principalement sur la loi du plus fort[réf. nécessaire]. Aux frontières de ce royaume les hyènes sont exilées dans une région inhospitalière, le cimetière des éléphants. Le but du gouvernement est clairement indiqué par Mufasa à son héritier : ne pas laisser pénétrer les hyènes sur le territoire.
Pierre Barrette dans une analyse sémio-pragmatique du film constate que les analyses précédentes mettent en évidence une idéologie conservatrice et les stéréotypes associés que l'on peut résumer en trois thèmes : un sexisme par genre, une hiérarchisation selon la race tout au moins les races animales (voir Race humaine pour les controverses) soutenu par des propos « pseudo-écologiques » et les modèles politiques opposant le modèle monarchique et des modèles démocratiques de type révolutionnaire ou communisme autocratique. Pierre Barrette s'associe aux analyses d'Henry A. Giroux, Lee Artz et Keisha L. H Hoerner pour les faire siennes afin de les développer.
Selon Barrette, le film est avant tout une quête initiatique pour Simba de type canonique avec un axe spatial (exil et retour) et un axe temporel (âges de la vie). Nala est assimilée selon Barrette dans ce schéma à la récompense du héros et un objet d'accès à la sexualité. Le père de Simba, Mufasa est un roi et un père mais il est aussi associé à des forces plus abstraites avec les ancêtres et une forme de divinité (Révélation). Le duo Timon et Pumbaa sont eux les représentants du Surmoi avec l'intelligence pour Timon et le ça freudien avec le corps et les désirs incontrôlés pour Pumbaa. Les hyènes sont elles à la fois les adjuvants nécessaires avec leurs systèmes d'anti-valeurs définissant le sujet, mais aussi un royaume dissocié. Thierry Petit va plus loin dans l'analyse et ajoute que leur système social semble fondé sur le matriarcat (ce qui est une réalité biologique de cette espèce), sous le commandement de la femelle Shenzi : elles sont ainsi perçues comme un monde inversé, un ensemble d'anti-valeurs qui menacent l'équilibre conservateur de la Terre des Lions. Cette opposition des sexes a pu être considérée comme sexiste du fait de la « légitimité » ainsi accordée à un patriarcat machiste, qui plus est placé en analogie avec la monarchie absolue.
Barette découpe les éléments de l'histoire en quatre sphères, le carré sémiotique :
| -                                      | Royaume des lions  | Hakuna Matata                  |
| -------------------------------------- | ------------------ | ------------------------------ |
| organisation de l'espace selon Greimas | ici                | ailleurs                       |
| espace topique                         | Culture            | Nature                         |
| -                                      | Royaumes de hyènes | Ciel                           |
| organisation de l'espace selon Greimas | inclus             | exclus                         |
| espace topique                         | Sur-culture        | Sur-nature (Royaume des morts) |

Barrette indique que le film positionne le spectateur-enfant en héros qui lors de son parc initiatique découvre des valeurs profitables voir nécessaires comme le réalisme pragmatique, l'individualisme, la religion, le sens des responsabilités et le libre arbitre. Barrette compare la structure du film à l'analyse idéologique de l’espace de Disneyland faite par Louis Marin dans Utopiques : jeux d'espaces (1973), parvenant dans son analyse à des conclusions similaires. Comme dans le film où le spectateur résout symboliquement l’ensemble des contradictions qui l'entoure pour trouver sa place, « le trajet effectué par le visiteur de Disneyland entre les différentes parties du parc à thèmes doit être interprété fonctionnellement comme le geste qui tend à résoudre symboliquement les contradictions de la société américaine. » Barette mets donc en parallèle la diégèse du film et la géographie du parc qui juxtaposent des sous-espaces en contiguïté et révèlent leur nature à la fois complémentaire et contradictoire, ce qui Marin nomme la « l’harmonisation leurrante des contraires. » Barette voit dans le moto « grand cercle de la vie », non pas un antagonisme ou une confrontation mais  le triomphe de l’harmonie, une victoire de l’idéologie sur l’histoire.

### Controverse d'un message subliminal
Il existe une controverse récurrente sur l'apparition du mot « SEX » dans le film. Lorsque Timon, Pumbaa et Simba sont allongés dans l'herbe et regardent les étoiles, Simba décide de partir à l'écart et se laisse tomber avec tristesse sur un rocher, provoquant un nuage de graines et de poussière. Pour certains, elles forment distinctement le mot « SEX ». Cependant, les réalisateurs de la scène affirment qu'il s'agit des lettres « SFX », abréviation de special effects (« effets spéciaux »).

#### Parcs d'attractions et loisirs

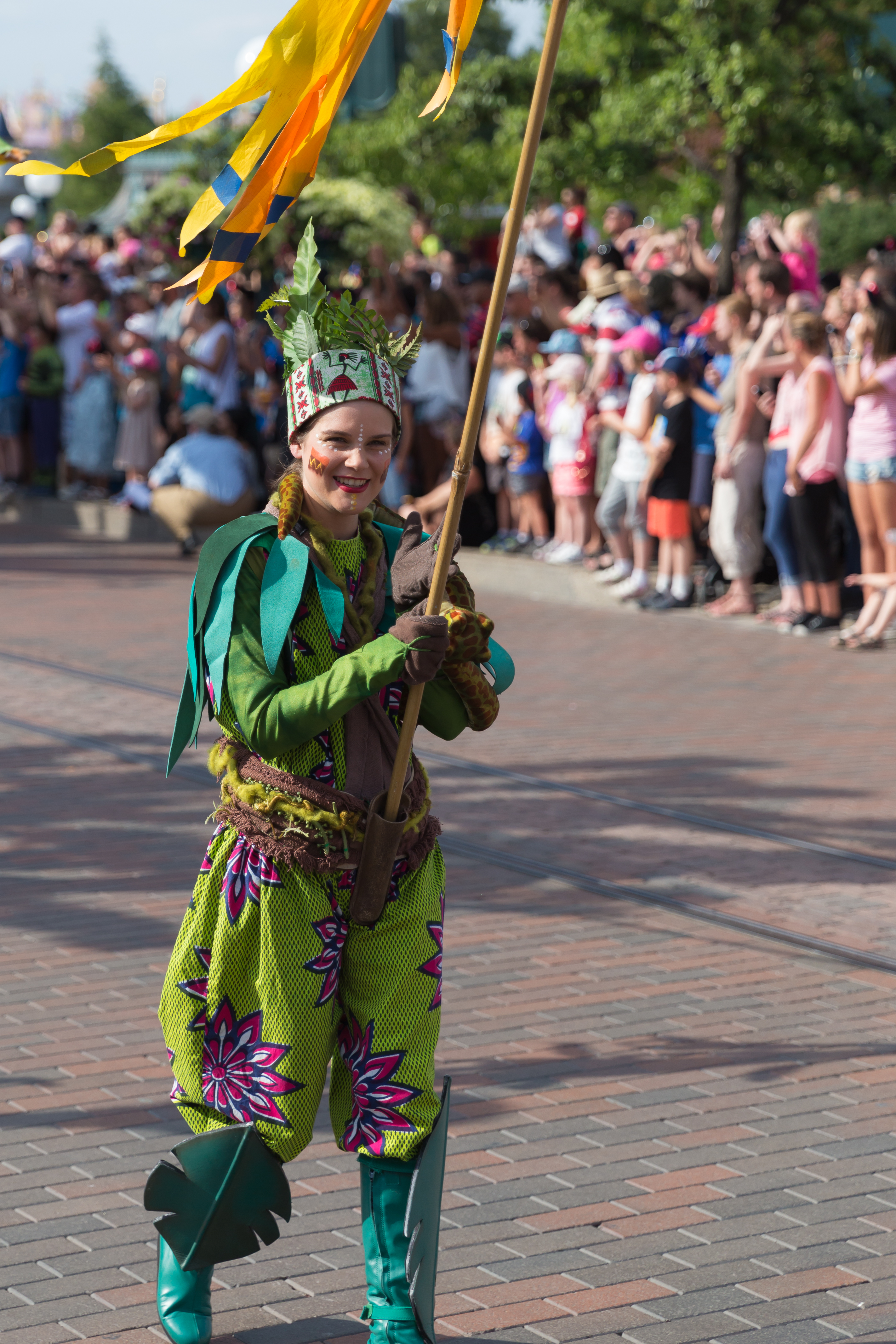
Personnage Disney illustrant Le Roi lion lors de la Disney Magic On Parade à Disneyland Paris.

## Autour du film